# هیمالیا (فیلم ۲۰۱۵)
هیمالیا (کره‌ای: 히말라야) یک فیلم درام ماجراجویی محصول سال ۲۰۱۵ کره جنوبی به کارگردانی لی سوک هون است. در این فیلم هوانگ جونگ مین، جونگ وو و جو سونگ ها ایفای نقش کردند.

## بازیگران
- هوانگ جونگ مین در نقش اوم هونگ گیل
- جونگ وو در نقش پارک مو تک
- جو سونگ ها در نقش لی دونگ گیو
- کیم این کوان در نقش پارک جونگ بوک
- را می ران در نقش جو میونگ ئه
- کیم وون هه در نقش کیم مو یونگ
- لی هه یونگ در نقش جانگ چول گو
- جون به سو در نقش جون به سو